# Orden de Nazarbáyev
La Orden del Primer Presidente de la República de Kazajistán y Líder de la Nación Nursultán Nazarbáyev (en kazajo: «Қазақстан Республикасының Тұңғыш Президенті Нұрсұлтан Назарбаев» ордені), también conocida como la Orden de Nazarbáyev, es una condecoración civil estatal otorgada por la República de Kazajistán, establecida el 1 de enero de 2001 en honor al presidente Nursultán Nazarbáyev, quien en ese momento era el primer y único presidente de Kazajistán. La orden no tiene grados ni clases. 

## Criterios de concesión
La Orden de Nazarbáyev se estableció sobre la base de la ley de la República de Kazajistán de 3 de mayo de 2001 N.º 180-II en honor al presidente Nursultán Nazarbáyev y se otorga a los ciudadanos de Kazajistán por méritos especiales en actividades estatales y públicas que contribuyan a la formación, prosperidad y gloria de Kazajistán. Por un especial servicio a la República de Kazajistán, los jefes de Estado y líderes de gobiernos extranjeros pueden recibir la condecoración. Esto incluye cualquiera de las siguientes acciones:
- Participación en actividades sociales.
- Logros en el deporte y otras competiciones en nombre de Kazajistán
- Contribuciones al desarrollo de una economía fuerte
- Servicio distinguido en organismos militares y policiales nacionales

## Descripción
La Orden de Nazarbáyev consta de una insignia que se lleva en una cinta que se pasa sobre el hombro y una estrella.
La insignia consta de un medallón central sobre fondo azul donde aparece un monograma dorado: con las letras «P» y «N» entrelazadas de forma decorativa. El medallón central está rodeado por una corona de laurel dorada, que a su vez está rodeada por un borde blanco a lo largo del cual está escrita la inscripción en letras doradas: «Primer presidente de la República de Kazajistán: Nursultán Äbişulı Nazarbáyev». El medallón está rodeado por una cinta dorada con rubíes naturales.
La estrella de la orden es una estrella polifacética de oro de dieciséis puntas, donde, alternativamente, ocho rayos de la estrella son más cortos que los demás. En el centro hay un medallón de esmalte azul con un perfil dorado del presidente Nursultán Nazarbáyev. Este medallón está rodeado por un borde blanco, junto al cual está escrita en letras doradas: «Primer presidente de la República de Kazajistán: Nursultán Äbişulı Nazarbáyev». El medallón está rodeado por una cinta dorada con rubíes naturales.
La estrella de la Orden está conectada con un ojal y un anillo a una cinta de muaré de seda de color azul con una franja amarilla en forma de decoración tradicional en el centro.
Tanto la estrella como la insignia de la orden están realizadas en oro 750. Hay una miniatura de la orden para uso diario.
| Insignia de la orden | Estrella de la orden |
| -------------------- | -------------------- |
|                      |                      |
| Cinta común          |                      |
|                      |                      |